# Festivalbar 1988 (compilation)
Festivalbar 1988 è una compilation di brani musicali famosi nel 1988, pubblicata nell'estate di quell'anno in concomitanza con l'edizione omonima del Festivalbar.
Quell'anno, oltre alla raccolta Festivalbar 88, pubblicata dalla PolyGram su etichetta Polystar, contenente 32 tracce nelle versioni in vinile o cassetta e 17 tracce nella versione su CD, venne messa in commercio anche Juke Box Star Festivalbar '88, pubblicata dalla Five Record, contenente 16 tracce.

## Festivalbar '88

### LP

#### Disco 1
Lato 1
1. Steve Rogers Band - Alzati la gonna
2. Scialpi  - Pregherei
3. Ciao Fellini - La mia banda suona il rock
4. Nino Buonocore - Con l'acqua alla gola
5. Fiorella Mannoia - Il tempo non torna più
6. Denovo - Un fuoco
7. Tullio De Piscopo - Energia compressa
8. Luca Carboni - Vieni a vivere con me

Lato 2
1. Sabrina Salerno - My Chico
2. Mory Kanté - Yeke yeke
3. Vanessa Paradis - Joe le taxi
4. Black - Wonderful Life
5. Jesse Johnson - Love Struck
6. Irene Lamedica - Baby, Let Me Kiss You
7. INXS - Devil Inside
8. Judy Cheeks - I Still Love You

#### Disco 2
Lato 3
1. Afrika Bambaataa - Reckless
2. Betti Villani - De nuevo tu
3. Climie Fisher - Love Changes (Everything)
4. Guesch Patti - Let Be Must the Queen
5. Eddy Grant - Gimme Hope Jo'anna
6. Ivana Spagna - Every Girl and Boy
7. Tracy Spencer - Two to Tango Too
8. Big Pig - Breakaway

Lato 4
1. Boy George - No Clause 28
2. Ziggy Marley and the Melody Makers - Tomorow People
3. Scritti Politti - Oh Patti
4. Brenda Russell - Piano in the Dark
5. Run DMC - Run's House
6. Yello - The Race
7. Rick Astley - My Arms Keep Missing You
8. Frank Raya Band - Pito Mango

### CD
1. Afrika Bambaataa - Reckless
2. Guesch Patti - Let Be Must the Queen
3. Eddy Grant - Gimme Hope Jo Anna
4. Spagna - Every Girl and Boy
5. Tracy Spencer - Two to Tango Too
6. Ziggy Marley - Tomorrow People
7. Boy George - No Clause 28
8. Black - Wonderful Life
9. Jesse Johnson - Love Struck
10. Sabrina - My Chico
11. Mory Kanté - Yeke yeke
12. Vanessa Paradis - Joe le taxi
13. Scialpi e Scarlett - Pregherei
14. Luca Carboni - Vieni a vivere con me
15. Steve Rogers Band - Alzati la gonna
16. Denovo - Un fuoco
17. Tullio De Piscopo - Energia compressa

## Juke Box Star Festivalbar '88
Lato A
1. S-Express - Theme for S-Express
2. Tina - Crazy for You
3. Matt Bianco - Don't Blame It on That Girl
4. Boy George - No Clause 28
5. Paraguayos - Bamboleo
6. Samantha Fox - Naughty Girls
7. Will Downing - A Love Supreme
8. Aztec Camera - Somewhere in My Heart

Lato B
1. Mandy Smith - Boys and Girls
2. Sabrina Salerno - All of Me (Boy Oh Boy)
3. Novecento - Broadway
4. Billy Ocean - Calypso Crazy
5. Michele - Money Money Money
6. Ziggy Marley - Tomorrow People
7. Robert Palmer - Sweet Lies
8. Tina Charles - I'll Go Where the Music Takes Me

## Classifiche

### Festivalbar '88
| Classifica (1988)                     | Posizione |
| ------------------------------------- | --------- |
| Classifica degli album italiana       | 6         |
| Classifica di fine anno italiana 1988 | 39        |

### Juke Box Star Festivalbar '88
| Classifica (1988)                     | Posizione |
| ------------------------------------- | --------- |
| Classifica degli album italiana       | 7         |
| Classifica di fine anno italiana 1988 | 63        |